# Pieniażki
Pieniażki – dawna wieś na Białorusi, w obwodzie brzeskim, w rejonie prużańskim, w sielsowiecie Suchopol.
W latach 1921–1939 należała do gminy Suchopol. Obecnie część Popielewa.
Według Powszechnego Spisu Ludności z 1921 roku wieś i leśniczówkę zamieszkiwało 290 osób, wśród których 19 było wyznania rzymskokatolickiego, 163 prawosławnego a 108 mojżeszowego. Jednocześnie 19 mieszkańców zadeklarowało polską przynależność narodową, 183 białoruską a 88 żydowską. We wsi było 45 budynków mieszkalnych.